# Johann Christoph Ludwig Beringer

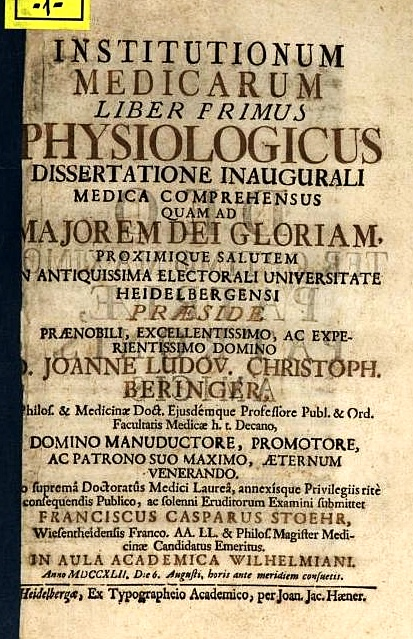
Titelblatt einer Dissertation mit Erwähnung von Johannes Ludwig Christoph Beringer, 1742

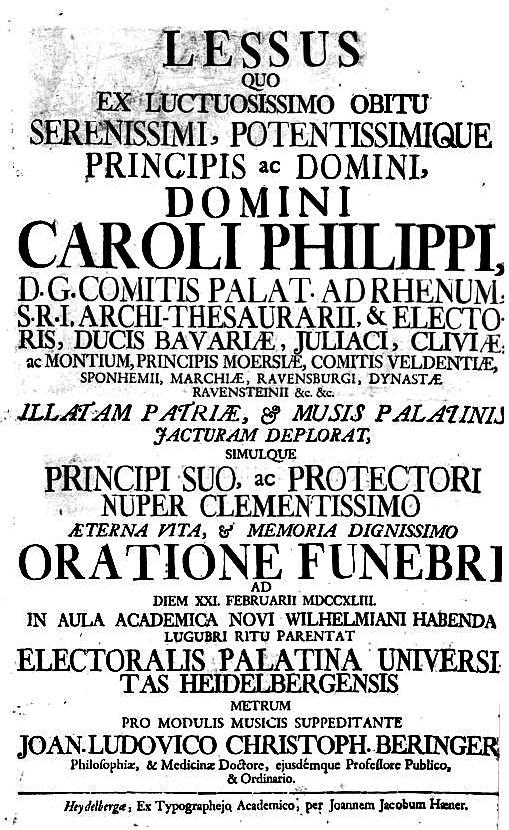
Titelblatt Lobgedicht von Johannes Ludwig Christoph Beringer auf den Pfälzer Kurfürsten Karl Philipp, 1743

Johann Christoph Ludwig Beringer (* 3. Juli 1709 in Bamberg; † 28. Februar 1746 in Heidelberg) war ein Mediziner, Universitätsprofessor und Leibarzt des Speyerer Fürstbischofs.

## Herkunft und Familie
Er wurde als Sohn des Mediziners Georg Philipp Beringer († 1720), Leibarzt des Bamberger und Mainzer Fürstbischofs Lothar Franz von Schönborn und dessen Gattin Maria Josepha geborene Bissing (1682–1764) geboren. Sein jüngerer Bruder Christoph Beringer (1713–1770) war Jesuit in Neustadt an der Weinstraße und Professor der Logik bzw. Metaphysik in Heidelberg. Des Vaters Bruder Johann Bartholomäus Adam Beringer († 1738) amtierte als Leibarzt des Würzburger Fürstbischofs Friedrich Karl von Schönborn-Buchheim.

## Leben und Wirken
Johann Christoph Ludwig Beringer studierte zunächst Philosophie und immatrikulierte sich am 15. Dezember 1727 zum Studium der Medizin an der Universität Würzburg. Dort amtierte sein Onkel Johannes Bartholomäus Adam als Professor der Fakultät. 1731 wurde er Baccalaureus, am 27. Mai 1732 Doktor der Medizin.  
1738 avancierte Beringer zum ordentlichen Professor der Medizin an der Universität Heidelberg. Zu dieser Zeit wirkte er bereits als Leibarzt des Speyerer Fürstbischofs Damian Hugo Philipp von Schönborn. Von 1738 bis zu seinem Tode arbeitete er auch als Physikus des Bezirks Heidelberg.  1739, 1742, 1743 und 1745 amtierte Johann Christoph Ludwig Beringer als Dekan der Medizinischen Fakultät von Heidelberg. Er veröffentlichte einige medizinische Lehrschriften und starb bereits 1746, „als Opfer seines unermüdlichen Diensteifers“, wie es im Pantheon der Literaten und Künstler Bambergs heißt (1812). Ab 1741 war Beringer mit Catharina Elisabeth Mühlfard verheiratet.
Beringer dichtete offenbar zuweilen auch, es ist ein im Druck erschienenes Lobgedicht anlässlich des Todes von Kurfürst Karl III. Philipp von der Pfalz überliefert (1743).